# Sonia Peronaci
Sonia Peronaci (Milano, 10 agosto 1967) è una cuoca, conduttrice televisiva e blogger italiana, fondatrice del sito Internet di cucina Giallo Zafferano.

## Biografia
Nata a Milano nel 1967 da padre catanzarese e madre di origine altoatesina, Sonia Peronaci ha iniziato a cucinare nel ristorante del padre a 6 anni. Dopo aver lavorato in pub, villaggi turistici e come commercialista, nel 2006 ha fondato con il compagno Francesco Lopes il sito internet e video blog di cucina Giallo Zafferano.
Il progetto ha ottenuto un grande successo ed è stato acquisito da Banzai nel settembre 2009. Nel 2011 Giallo Zafferano ha raggiunto due milioni di utenti unici al mese; nel 2013 ha superato quattro milioni di utenti al mese.
La popolarità di Sonia Peronaci è incrementata altresì grazie ai social network e al canale di YouTube; dal 2009 Giallo Zafferano pubblica video-ricette anche in inglese e spagnolo. Successivamente sono iniziate collaborazioni con mensili e altri portali on-line (Grazia, Donna Moderna). Dal 2011 Sonia Peronaci partecipa a diverse trasmissioni televisive, presentando video-ricette e consigli per la cucina.
Nel mese di ottobre 2015 ha reso pubblica la decisione di interrompere la collaborazione con Giallo Zafferano e di volersi dedicare ad altri percorsi professionali nel ramo della pratica e divulgazione culinaria. 

## Premi e riconoscimenti
- 2010: Blog dei Blog 2010 di Squisito 2010
- 2010: Macchianera Blog Awards: I premi della rete — Miglior sito Food[6]
- 2011: Blog dei Blog 2011 di Squisito 2011
- 2011: Macchianera Blog Awards: I premi della rete — Miglior sito Food[7]
- 2012: Teletopi: Oscar delle web tv italiane — Miglior proposta su device mobile[8]
- 2012: Macchianera Blog Awards: I premi della rete — Miglior sito 2012[9]
- 2012: Macchianera Blog Awards: I premi della rete — Miglior sito Food[9]
- 2013: Premio Italia a Tavola — Opinion Leader[10]

## Programmi televisivi
- 2011: Cucina con Ale, con Alessandro Borghese, Real Time
- 2011: MasterChef Italia (due puntate), Sky Uno
- 2012: Buongiorno Cielo (rubrica di cucina quotidiana), con Paola Saluzzi, Cielo TV
- 2012: Fuori di gusto, con Fede & Tinto, LA7
- 2013: In cucina con Giallozafferano[12], Fox Life
- 2016: Le ricette di Sonia, Rete 4
- 2016: Una sorpresa da chef, Canale 5
- 2021: La cucina di Sonia, LA7d

Appare in Materia viva, regia di Marco Falorni, Andrea Frassoni e Stefania Vialetto (Rai 3, 2023)

## Opere
- Le mie migliori ricette, Mondadori, 2011, ISBN 88-04-61781-0.
- Divertiti cucinando, Mondadori, 2012, ISBN 978-88-04-62392-2.
- Guarda che buono! GialloZafferano per i bambini, Mondadori, 2014, ISBN 978-88-046-4626-6.
- La mia cucina. Idee, ricette e segreti per stupire con semplicità, Rizzoli, 2016, ISBN 978-88-170-9489-4.
- La cucina di Sonia Peronaci. Viaggio goloso tra i sapori d'Italia, Cairo, 2020, ISBN 978-88-309-0134-6.
- Il giro d'Italia in 80 Ricette. Viaggio tricolore nella cucina regionale, Cairo, 2021, ISBN 978-8830902008.
- Gli in(dispensa)bili di Sonia. Il corso di cucina dalla A alla Z che ti salva pranzo e cena, Gribaudo, 2023, ISBN 978-8858046883.